# Andreas Kaplan
Andreas Kaplan (5 ottobre 1977) è un economista tedesco.
È professore di Marketing e Comunicazione all'ESCP Europe Business School (campus di Berlino) e le sue aree di ricerca si focalizzano sui social media ed il marketing virale. Attualmente il Professor Kaplan ricopre l'incarico di Rettore e Direttore Generale di ESCP Business School Parigi e Berlino.

## Biografia
Andreas Marcus Kaplan è nato da Anneliese Kaplan e Vincenc Kaplan il 5 ottobre del 1977 ed è cresciuto a Monaco in Germania.
Kaplan ha iniziato la sua carriera accademica con una laurea triennale in Business Administration alla Università Ludwig Maximilian di Monaco prima di frequentare il Master in International Management a ESCP Europe. Il Professor Kaplan ha effettuato il suo Dottorato nell'area dell'innovazione e mass customization all'Università di Colonia in collaborazione con HEC Paris; allo stesso tempo ha ottenuto un Master in Amministrazione Pubblica (MPA) all'École Nationale d'Administration (Promotion République), è stato visiting Ph.D. al INSEAD e ha partecipato all'International Teachers Programme (ITP) alla Kellogg School of Management, Northwestern University. Inoltre, ha ottenuto la sua abilitazione (HDR; la qualifica di post-dottorato francese per Ph.D. supervisor) alla Sorbona (Università Paris 1 Panthéon-Sorbonne).
Dopo essere stato professore all'ESSEC Business School e all'Istituto di studi politici di Parigi, è passato all'Alma Mater ESCP Europe dove fu nominato Direttore del dipartimento di Marketing. Dal 2011 al 2014 è Direttore del dipartimento di Brand e Comunicazione Europa, dopo (2014-2017) il Decano Accademico. Attualmente è Rettore dell'ESCP Europe Berlino.

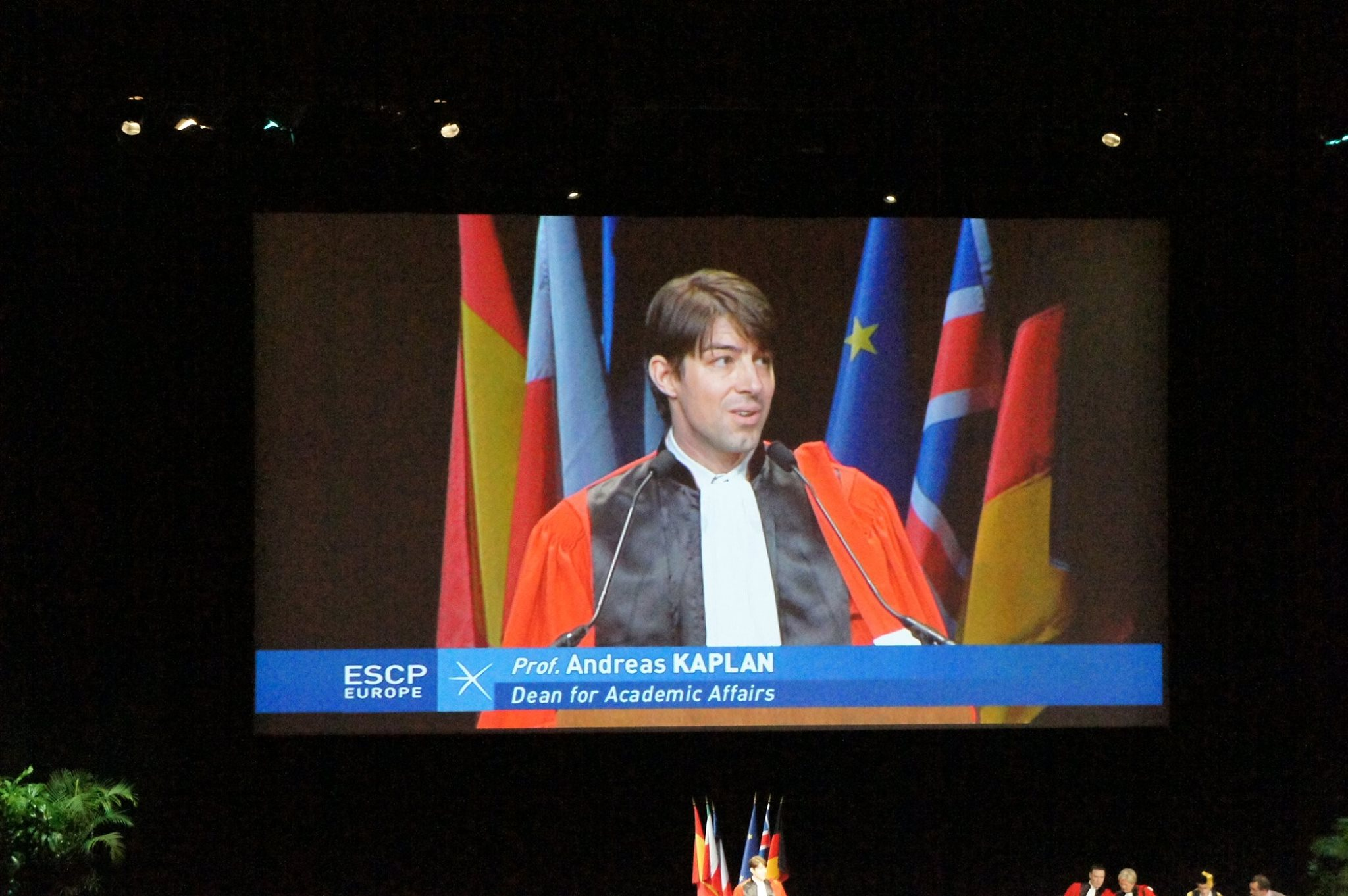
Andreas Kaplan al Palais des Congrès Paris

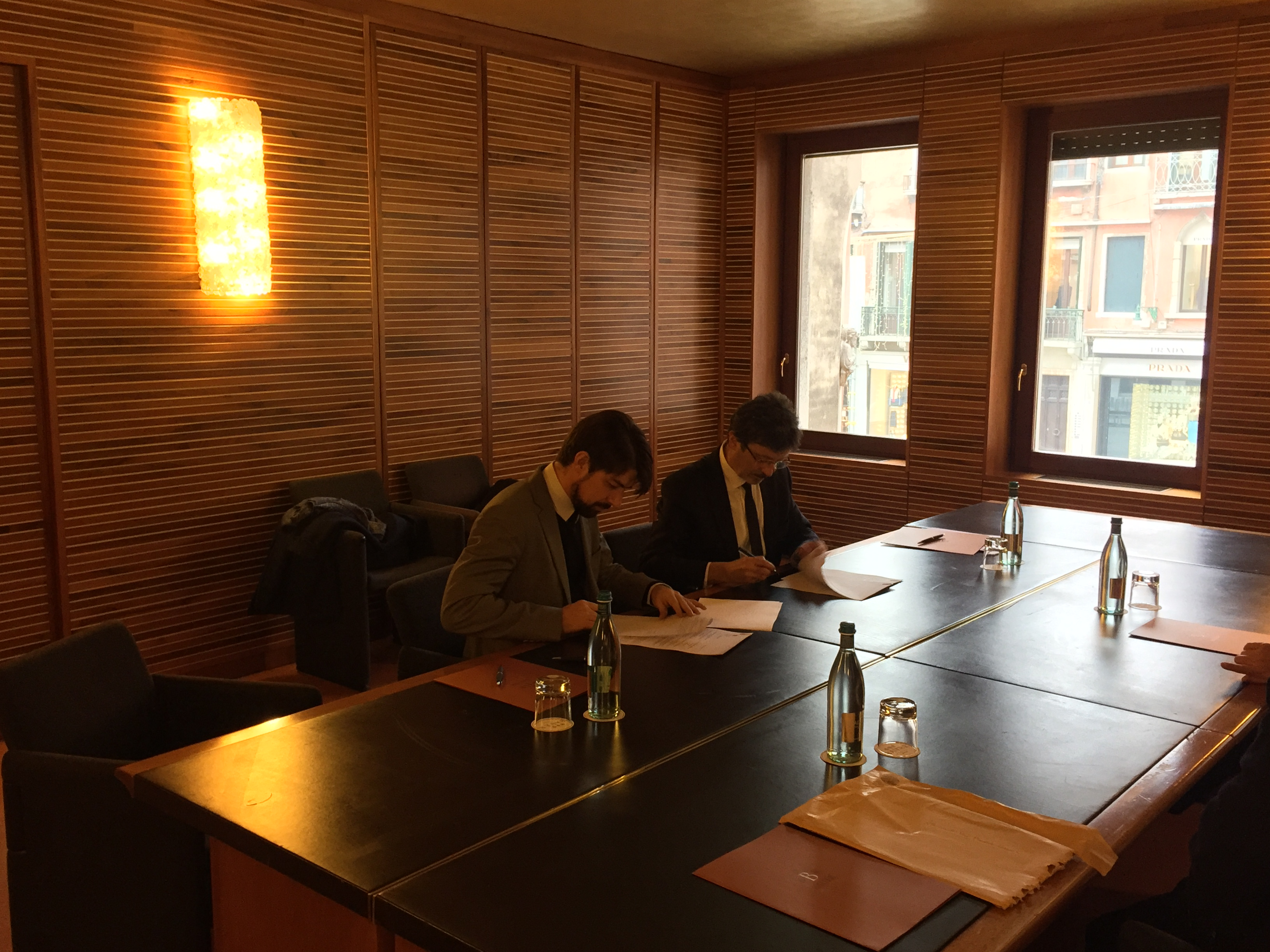
Partenariato Università Ca' Foscari / ESCP Europe - Rettore Bugliesi / Kaplan

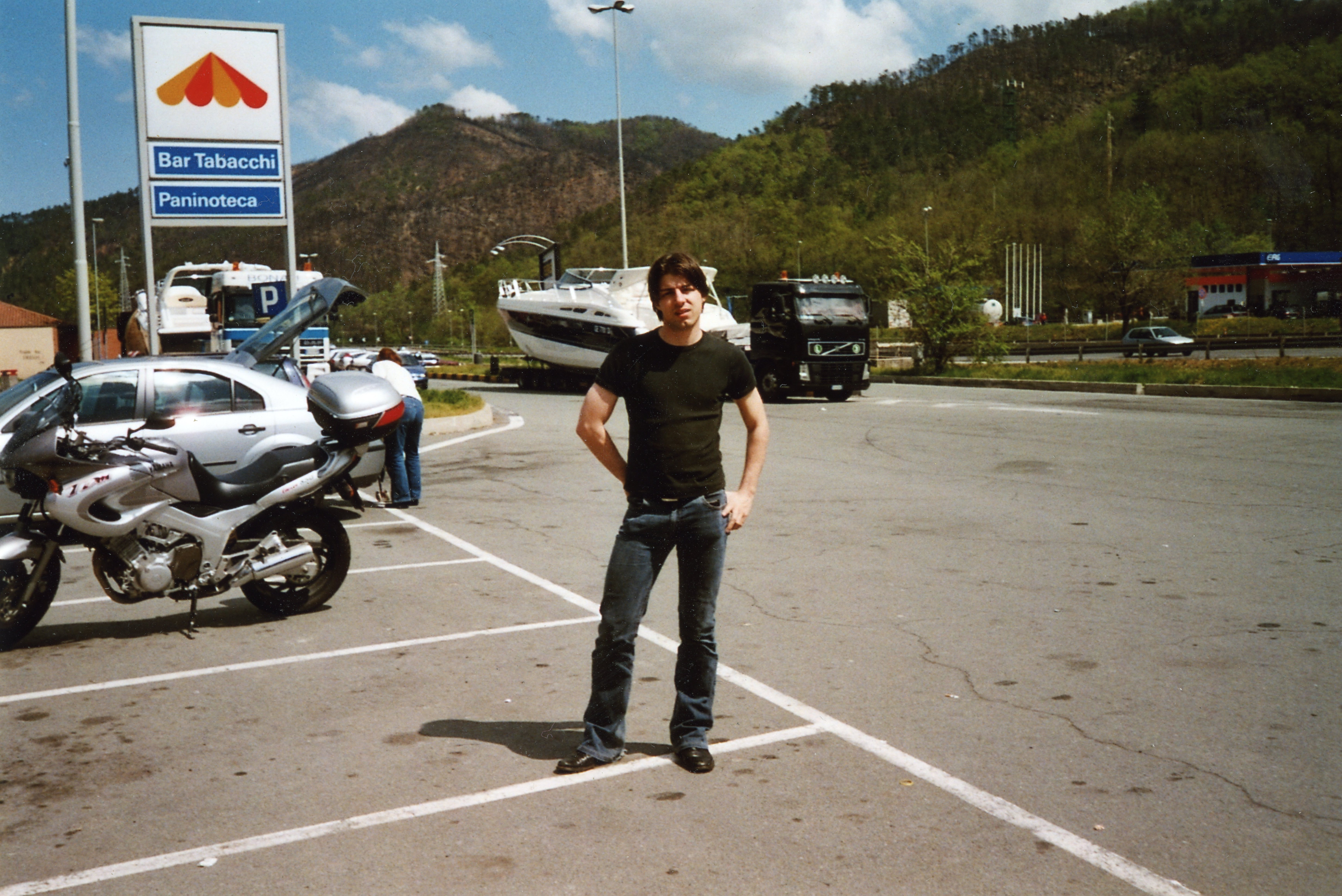
Andreas Kaplan

## Ricerca
Andreas M. Kaplan ha iniziato la sua attività di ricerca nelle aree di mass customization, innovazione, valutazione della qualità di vita del consumatore, e customer relationship management. Si è sempre focalizzato sull'analisi e la decodificazione dei social media; in particolare il suo articolo “Users of the world, unite! The challenges and opportunities of social media” redatto con Michael Haenlein e pubblicato sulla rivista economica Business Horizons, oggigiorno viene enormemente citato (e.g. oltre 15000 volte in Google Scholar) ed è notevolmente conosciuto nel suo settore. Nel 2013 si è classificato al primo posto della database Science Direct. Nel 2013 il Professor Kaplan ha ricevuto il premio per il miglior articolo dell'anno dalla rivista Business Horizons, sponsorizzato da Elsevier, per il suo articolo “If you love something, let it go mobile: Mobile marketing and mobile social media 4x4”.

## Principali pubblicazioni
- Andreas Kaplan, Higher Education at the Crossroads of Disruption: The University of the 21st Century, Great Debates in Higher Education, United Kingdom, Emerald Publishing, 2021.
- Kaplan, A. and M. Haenlein (2020) Rulers of the world, unite! The challenges and opportunities of artificial intelligence, Business Horizons, https://doi.org/10.1016/j.bushor.2019.09.003.
- Kaplan Andreas, Haenlein Michael (2019) A brief history of AI: On the past, present, and future of artificial intelligence, California Management Review, 61(4)
- Kaplan Andreas, Haenlein Michael (2019), “Siri, Siri in my Hand, who's the Fairest in the Land? On the Interpretations, Illustrations and Implications of Artificial Intelligence,” Business Horizons, 62 (1), 15 - 25
- Pucciarelli, F. and A. Kaplan (2018), Le Università Europee oggi: sfide e nuove strategie, Economia & Management, gennaio/febbraio, n.1, 85-95.
- Kaplan Andreas (2018) “A School is a Building that Has 4 Walls - with Tomorrow Inside”: Toward the Reinvention of the Business School, Business Horizons.
- Kaplan Andreas M., Haenlein Michael (2016) Higher education and the digital revolution: About MOOCs, SPOCs, social media, and the Cookie Monster, Business Horizons, Volume 59.
- Pucciarelli F., Kaplan Andreas M. (2016) Competition and Strategy in Higher Education: Managing Complexity and Uncertainty, Business Horizons, Volume 59
- Kaplan Andreas (2015) European business and management (Vol. I) – Cultural specificities and cross-cultural commonalities, Sage Publications Ltd., London
- Kaplan Andreas (2015) European business and management (Vol. II) – Business ethics and corporate social responsibility, Sage Publications Ltd., London
- Kaplan Andreas (2015) European business and management (Vol. III) – Contextual diversity and interdisciplinary aspects, Sage Publications Ltd., London
- Kaplan Andreas(2015) European business and management (Vol. IV) – Business education and scholarly research, Sage Publications Ltd., London
- Kaplan Andreas M. (2014) European Management and European Business Schools: Insights from the History of Business Schools, European Management Journal
- Kaplan Andreas M. (2012) If you love something, let it go mobile: Mobile marketing and mobile social media 4x4, Business Horizons, 55(2), 129-139
- Kaplan Andreas M., Haenlein Michael (2012) The Britney Spears universe: Social media and viral marketing at its best, Business Horizons, 55(1), 27-31
- Kaplan Andreas (2011) Social media between the real and the virtual: How Facebook, YouTube & Co. can become an extension of the real life of their users - and sometimes even more, Prospective Strategique, 38 (Mars), 8-13
- Kaplan A.M., Haenlein M. (2011) The early bird catches the news: Nine things you should know about micro-blogging, Business Horizons, 54(2), 105-113
- Kaplan A.M., Haenlein M. (2011) Two hearts in 3/4 time: How to waltz the Social Media – Viral Marketing dance, Business Horizons, 54(3), 253-263
- Kaplan Andreas M., Haenlein Michael (2010) Users of the world, unite! The challenges and opportunities of social media, Business Horizons, 53(1), 59-68
- Kaplan A.M., Haenlein M. (2006) Toward a Parsimonious Definition of Traditional and Electronic Mass Customization, Journal of Product Innovation management, 23(2), 168-182
- Kaplan Andreas, Haenlein Michael, Schoder Detlef (2006) Valuing the real option of abandoning unprofitable customers when calculating customer lifetime value, Journal of Marketing, 70(3), 5-20